# Державна дума Федеральних зборів Російської Федерації VII скликання
Державна дума Федеральних зборів Російської Федерації сьомого скликання обрана 18 вересня 2016 року.
Термін повноважень: дата початку — 18 вересня 2016 року ; перше пленарне засідання — 5 жовтня 2016 року; дата закінчення — 18 вересня 2021 року
Перше засідання VII скликання Держдуми, згідно з указом Президента Росії Володимира Путіна, пройшло 5 жовтня 2016 року, його відкрив найстарший за віком депутат Держдуми, член фракції КПРФ Жорес Алфьоров (1930—2019). На засіданні був затверджений новий голова Думи — В'ячеслав Володін.
Першими заступниками голови Державної думи затверджені Олександр Жуков («Єдина Росія») та Іван Мельников (КПРФ).
Заступниками голови Державної думи обрані від фракції «Єдина Росія» — Сергій Невєров, Петро Толстой, Ірина Ярова, Ольга Тимофєєва, від фракції ЛДПР — Ігор Лебедєв, від фракції «Справедлива Росія» — Ольга Єпіфанова.

## Вибори

Розподіл місць за результатами виборів 2016 року.

Вибори до Державної думи VII скликання були проведені 18 вересня 2016 року. Вперше після 2003 року депутати обиралися за змішаною системою: 225 депутатів за партійними списками і 225 депутатів — в одномандатних округах.
Як і на попередніх виборах, були відсутні нижній поріг явки і можливість голосувати проти всіх. Для отримання депутатських мандатів по федеральних списками партій потрібно було набрати не менше 5 відсотків голосів виборців, які взяли участь в голосуванні; розподіл місць між партіями відбувалося по пропорційній системі.
Для участі у виборах було зареєстровано федеральні списки 14 партій.

### Підсумки виборів
За результатами підрахунку голосів, по федеральним списками до Думи пройшли ті ж чотири парламентські партії, які працювали в Думі VI скликання: «Єдина Росія» (54,20 % голосів), КПРФ (13,34 %), ЛДПР (13,14 %), «Справедлива Росія» (6,22 %). Явка склала 47,88 %. По одномандатних округах представники «Єдиної Росії» перемогли в 203 округах з 225. Таким чином, з огляду на ще 140 мандатів, отриманих по федеральному списку, «Єдина Росія» збільшила свою частку в думі більш ніж на сто місць в порівнянні з попереднім скликанням і отримала конституційну більшість — понад 2/3 голосів депутатів.
| Місце             | Місце             | Партія                                           | Голоси     | %       | Отримано місць у Думі    | Отримано місць у Думі      | Отримано місць у Думі |
| Місце             | Місце             | Партія                                           | Голоси     | %       | по федераль- ним спискам | по одно- мандатним округам | всього                |
| ----------------- | ----------------- | ------------------------------------------------ | ---------- | ------- | ------------------------ | -------------------------- | --------------------- |
|                   | 1.                | «Єдина Росія»                                    | 28 527 828 | 54,20 % | 140                      | 203                        | 343                   |
|                   | 2.                | КПРФ                                             | 7 019 752  | 13,34 % | 35                       | 7                          | 42                    |
|                   | 3.                | ЛДПР                                             | 6 917 063  | 13,14 % | 34                       | 5                          | 39                    |
|                   | 4.                | «Справедлива Росія»                              | 3 275 053  | 6,22 %  | 16                       | 7                          | 23                    |
|                   |                   |                                                  |            |         |                          |                            |                       |
|                   | 5.                | «Комуністи Росії»                                | 1 192 595  | 2,27 %  | 0                        | 0                          | 0                     |
|                   | 6.                | «Яблуко»                                         | 1 051 335  | 1,99 %  | 0                        | 0                          | 0                     |
|                   | 7.                | «Російська партія пенсіонерів за справедливість» | 910 848    | 1,73 %  | 0                        | 0                          | 0                     |
|                   | 8.                | «Родіна»                                         | 792 226    | 1,51 %  | 0                        | 1                          | 1                     |
|                   | 9.                | «Партія Росту»                                   | 679 030    | 1,29 %  | 0                        | 0                          | 0                     |
|                   | 10.               | «Зелені»                                         | 399 429    | 0,76 %  | 0                        | 0                          | 0                     |
|                   | 11.               | «Парнас»                                         | 384 675    | 0,73 %  | 0                        | 0                          | 0                     |
|                   | 12.               | «Патріоти Росії»                                 | 310 015    | 0,59 %  | 0                        | 0                          | 0                     |
|                   | 13.               | «Громадянська платформа»                         | 115 433    | 0,22 %  | 0                        | 1                          | 1                     |
|                   | 14.               | «Громадянська сила»                              | 73 971     | 0,14 %  | 0                        | 0                          | 0                     |
|                   |                   | Самовисуванці                                    | —          | —       | —                        | 1                          | 1                     |
| Недійсні бюлетені | Недійсні бюлетені | Недійсні бюлетені                                | 982 596    | 1,87 %  |                          |                            |                       |
| Всього            | Всього            | Всього                                           | 52631849   | 100 %   | 225                      | 225                        | 450                   |

## Склад

Єдина Росія
КПРФ
ЛДПР
Справедлива Росія
Позафракційні

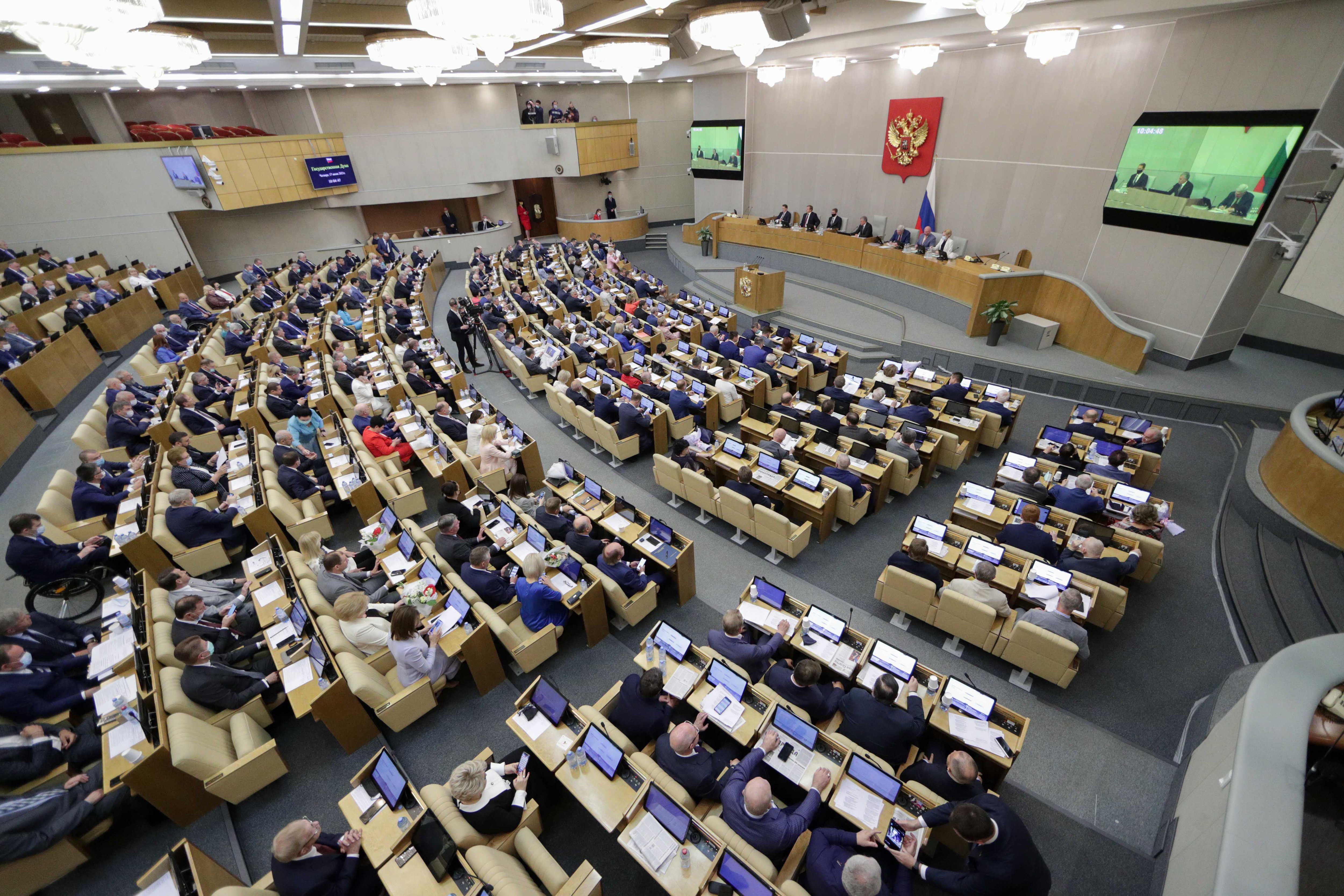
Останнє пленарне засідання весняної сесії Державної Думи VII скликання, 2021 рік

### Фракції
| Фракція                                           | Кількість депутатів | % від загальної кількості депутатів |
| Фракція «Єдина Росія»                             | 334                 | 74,22 %                             |
| Фракція Комуністичної партії Російської Федерації | 43                  | 9,58 %                              |
| Фракція ЛДПР                                      | 40                  | 8,91 %                              |
| Фракція «Справедлива Росія»                       | 23                  | 5,12 %                              |
| Депутати, що не входять до фракцій                | 2                   | 0,45 %                              |
| Вакантні місця                                    | 8                   | —                                   |

### Керівництво

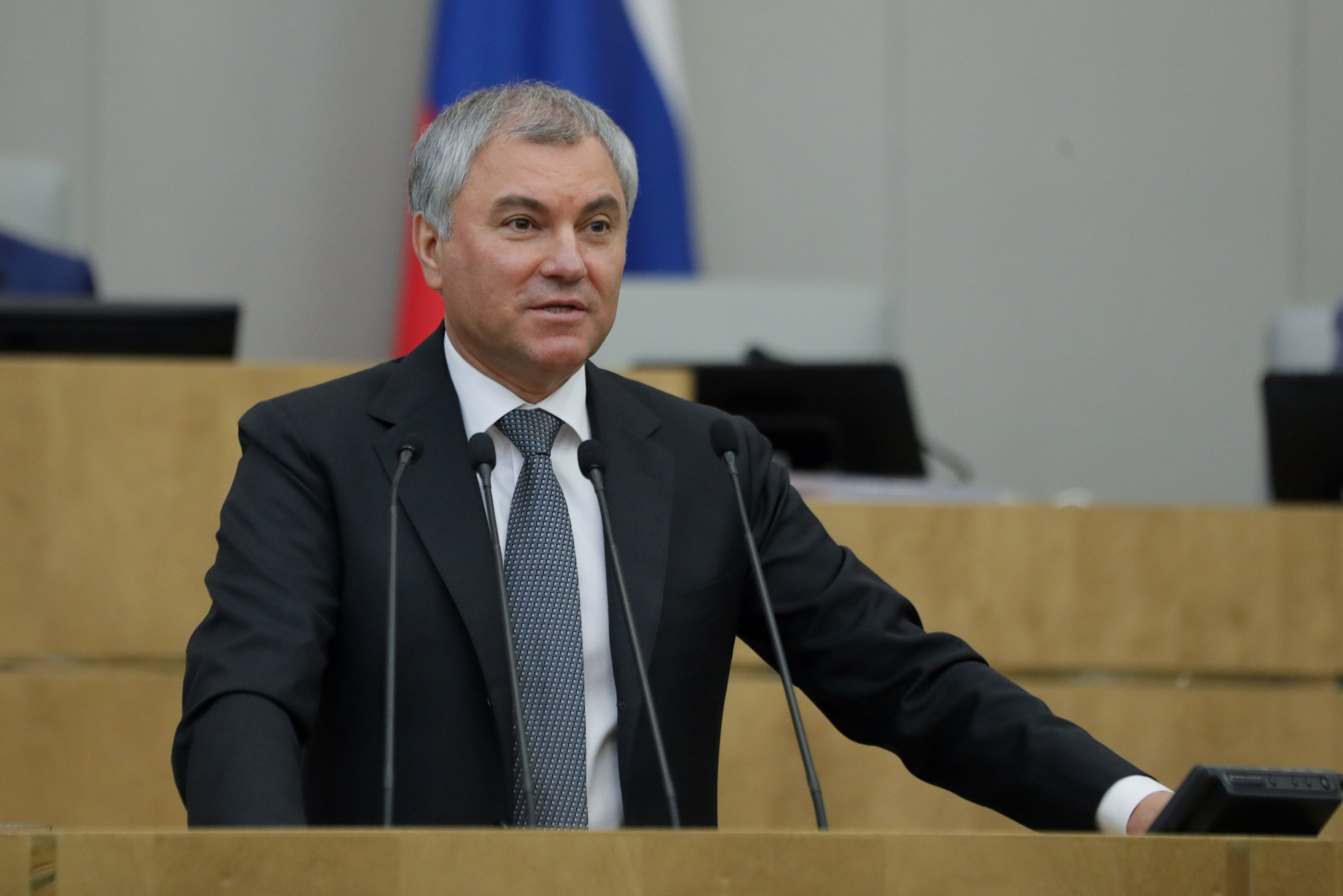
Голова Державної Думи В'ячеслав Володін

- Голова Державної Думи В'ячеслав Володін Голова Державної Думи (ДД) — В'ячеславе Вікторовичу Володін[15].
- Перші заступники голови ДД — Олександр Жуков («ЄР») і Іван Мельников (КПРФ)[15].
- Заступники голови ДД — Петро Толстой («ЄР»), Ірина Ярова («ЄР»), Ігор Лебедєв (ЛДПР), Ольга Єпіфанова («СР»)[15].

### Комітети Державної думи
5 жовтня Державна Дума сьомого скликання на першому пленарному засіданні 5 жовтня 2016 року утворила 26 комітетів і обрала їх голів :
- Комітет з державного будівництва і законодавства — голова Крашенинников Павло Володимирович (ЄР);
- Комітет з праці, соціальної політики та у справах ветеранів — голова Нілов Ярослав Євгенович (ЛДПР);
- Комітет з питань бюджету і податків — голова Макаров Андрій Михайлович (ЄР);
- Комітет з фінансового ринку — голова Аксаков Анатолій Геннадійович (СР);
- Комітет з питань економічної політики, промисловості, інноваційного розвитку і підприємництва — голова Жигарєв Сергій Олександрович (ЛДПР);
- Комітет з природних ресурсів, власності і земельних відносин — голова Ніколаєв Микола Петрович (ЄР);
- Комітет з енергетики — голова Завальний Павло Миколайович (ЄР);
- Комітет з питань транспорту і будівництва — голова Москвичов Євген Сергійович (ЄР);
- Комітет з оборони — голова Шаманов Володимир Анатолійович (ЄР);
- Комітет з безпеки і протидії корупції — голова Піскарьов Василь Іванович (ЄР);
- Комітет з міжнародних справ — голова Слуцький Леонід Едуардович (ЛДПР);
- Комітет у справах Співдружності Незалежних Держав, євразійської інтеграції і зв'язків зі співвітчизниками — голова Калашников Леонід Іванович (КПРФ);
- Комітет з федеративного устрою і питань місцевого самоврядування — голова Діденко Олексій Миколайович (ЛДПР);
- Комітет з регіональної політики та проблем Півночі і Далекого Сходу — голова Харитонов Микола Михайлович (КПРФ);
- Комітет з Регламенту та організації роботи Державної Думи — голова Савастьянова Ольга Вікторівна (ЄР);
- Комітет з охорони здоров'я — голова Морозов, Дмитро Анатолійович (ЄР);
- Комітет з освіти і науки — голова Ніконов В'ячеслав Олексійович (ЄР);
- Комітет з питань сім'ї, жінок і дітей — голова Плетньова Тамара Василівна (КПРФ);
- Комітет з аграрних питань — голова Кашин Володимир Іванович (КПРФ);
- Комітет з екології та охорони навколишнього середовища — голова Тимофєєва Ольга Вікторівна (ЄР);
- Комітет з культури — голова Говорухін Станіслав Сергійович (ЄР), з 25 липня 2018 року — Ямпільська, Олена Олександрівна (ЄР);
- Комітет у справах громадських об'єднань і релігійних організацій — голова Гаврилов Сергій Анатолійович (КПРФ);
- Комітет у справах національностей — голова Гільмутдінов Ільдар Ірековіч (ЄР);
- Комітет з фізичної культури, спорту, туризму і у справах молоді — голова Дегтярьов Михайло Володимирович (ЛДПР);
- Комітет з житлової політики і житлово-комунальному господарству — голова Хованська Галина Петрівна (СР), заступник голови Комітету з житлової політики та житлово-комунального господарства - Олександр Сидякін[17][18][19];
- Комітет з інформаційної політики, інформаційних технологій і зв'язку — голова Левін Леонід Леонідович (СР).

### Комісії Державної думи
- Комісія ДД з питань депутатської етики — голова Аршба Отарі Іонович[20]. Розформована 13 вересня 2018 року[21].
- Комісія ДД з контролю за достовірністю відомостей про доходи, про майно і зобов'язання майнового характеру, що подаються депутатами ДД — голова Наталія Поклонська[22]. Комісія розформована 13 вересня 2018 року рішенням Комітету Держдуми з регламенту[23].
- Комісія з питань контролю за достовірністю відомостей про доходи, майно і зобов'язання майнового характеру, що подаються депутатами Державної думи, мандатних питань і питань депутатської етики. 20 вересня 2018 року на пленарному засіданні Держдуми було ухвалено рішення про об'єднання двох комісій, розформованих 13 вересня в одну. Нову Комісію очолив депутат Аршба Отарі Іонович, до 13 вересня очолював Комісію з питань депутатської етики[24]. Наталя Поклонська до складу нової структури не увійшла[25].
- Комісія з правового забезпечення розвитку організацій оборонно-промислового комплексу Російської Федерації — голова Гутенєв Володимир Володимирович[26].
- Комісія ДД з розгляду витрат федерального бюджету, спрямованих на забезпечення національної оборони, національної безпеки та правоохоронної діяльності — співголова Макаров Андрій Михайлович[27].
- Лічильна комісія ГД — голова Гільмутдінов Ільдар Ірекович[28].
- Комісія з розслідування фактів втручання іноземних держав у внутрішні справи Росії. Створена 10 вересня 2019 року. Склад комісії: Андрій Альшевских, Ірина Бєлих, Андрій Ісаєв, Василь Піскарьов, Наталія Поклонська, Адальбі Шхагошев (всі — фракція «Єдина Росія»); Різван Курбанов, Юрій Синельщиков (обидва — фракція КПРФ); Вадим Дєньгін (до 16.03.2021), Антон Морозов (з 16.03.2021), Дмитро Савельєв (всі — фракція ЛДПР); Микола Рижак, Олексій Чепа (обидва — фракція «Справедлива Росія»)[29][30].

## Законопроєкти
- Законопроєкт про пенсійну реформу в Росії (2018) — підвищення пенсійного віку до 65 років у чоловіків і до 60 років у жінок був прийнятий 2018 року, пенсійна реформа оцінювалася як подія номер один в країні в 2018 і 2019 році.
- Закон про «суверенний інтернет» (2019) — законопроєкт про регулювання інтернету в Росії, прийнятий в 2019 році.
- Закон про просвітницьку діяльність (2021), який викликав критику наукового співтовариства і людей, які займаються просвітницькою діяльністю, прийнятий 2021 року.
- Закон № 327-ФЗ (2017) — закон про визнання ЗМІ — іноземним агентом, а також поправки (2018) про визнання фізичної особи іноземним агентом.

### Підвищення ПДВ (2018)
Законопроєкт № 489169-7 — підвищення основної ставки податку на додану вартість з 18 до 20 % з 1 січня 2019 р був прийнятий 2018 року
- У першому читанні за законопроєкт проголосувало 318 депутатів, з них 317 депутатів партії «Єдина Росія»[32].
- У другому читанні за законопроєкт проголосувало 308 депутатів, з них 307 депутатів партії «Єдина Росія»[33].
- У третьому, остаточному читанні за законопроєкт проголосувало 302 депутата, всі члени партії «Єдина Росія».[34].
- Закон підписаний Путіним 3 серпня 2018 року[35].

### Поправки до Конституції Росії (2020)
10 березня 2020 року депутат фракції «Єдина Росія» Валентина Терешкова запропонувала поправку до Конституції Росії, яка обнуляє президентські терміни Володимира Путіна.
- За включення цієї поправки до пакету запропонованих поправок до Конституції проголосувало 380 депутатів (з них: 321 депутат фракції «Єдина Росія»; 38 депутатів фракції ЛДПР; 19 депутатів фракції «Справедлива Росія»; 2 депутати, не входять до фракцій).
- Проти проголосувало 43 депутата — вся фракція КПРФ.
- Утримався 1 депутат (Сергій Іванов, фракція ЛДПР)[36][37].

### «Закон проти ФБК»
«Закон проти ФБК» — законопроєкт про заборону особам, причетним до діяльності екстремістських організацій, балотуватися на виборах, в тому числі якщо участь в організації здійснювалося до визнання її екстремістського, прийнятий в 2021 році.
4 травня 2021 року депутати з Комісії з розслідування фактів втручання іноземних держав у внутрішні справи Росії В. І. Піскарьов, А. Г. Альшевских, М. І. Рижак, А. К. Ісаєв, Р. Д. Курбанов, Д. І. Савельєв, О. В. Чепа, А. Л. Шхагошев внесли до Держдуми законопроєкт про заборону особам, причетним до діяльності екстремістських організацій, балотуватися на виборах до Держдуми. Депутати Юрій Афонін (від КПРФ) та Олег Шеїн (фракція «Справедлива Росія») вважають спірним моментом цього законопроєкту заборону балотуватися того, хто співпрацював з організацією ще до визнання її екстремістською.
18 травня відбувся розгляд цього законопроєкту в першому читанні. Коментуючи законопроєкт, депутат від ЛДПР Сергій Іванов зазначив, що «шахрай і злодій має право стати депутатом Державної думи, а людина, яка опублікував про цього шахрая і злодія інформацію… і суд ухвалив рішення, що ця публікація носить екстремістський характер, вже не має право це робити». «Ви взагалі яку державу будуєте, а? Бандит, який завгодно, має право балотуватися, людина, яка сказала, що він такий, — немає… коли у вас суди повністю під контролем, все: від Конституційного до світового, вам будь-яку організацію… визнають екстремістської, якщо вам це знадобиться», — заявив Іванов.
Співавтор законопроєкту депутат від «Єдиної Росії» Андрій Альшевських висловив думку, що не можна допускати до виборів до Держдуми одну з діючих в Росії політичних партій: "Я думаю, тут всі, хто в цьому залі сидить, зацікавлені, щоб в цій залі не було тих осіб, які відкрито або закрито, але підтримують або брали участь в екстремістських і терористичних організаціях… Я наведу маленький приклад… Є одна суспільно-політична партія, не буду називати її. Але вона в своїх деклараціях відкрито говорить, що Крим не є територією Росії. І ця партія має право брати участь у виборах депутатів Державної думи. Як ви вважаєте, це загроза? Ми вважаємо, що це загроза. І ми вважаємо, що подібних кандидатів і подібних партій тут бути не повинно ", — заявив Альшевських. Депутат, ймовірно, мав на увазі партію " Яблуко ".
Депутати Держдуми прийняли законопроєкт у першому читанні:
- за його прийняття проголосували 293 депутати (з них 291 депутат фракції «Єдина Росія», 1 депутат фракції «Справедлива Росія» — Сергій Крючек, 1 депутат, який не входить у фракції — Олексій Журавльов);
- проти — 45 (з них 1 депутат фракції «Єдина Росія» — Микола Гончар, 41 депутат фракції КПРФ, 1 депутат фракції ЛДПР — Сергій Іванов, 2 депутата фракції «Справедлива Росія» — Олена Драпеко та Гаджимурад Омаров);
- утрималися двоє (обидва зі «Справедливої Росії» — Вадим Бєлоусов і Галина Хованська)[45].

До другого читання законопроєкту глава комітету Держдуми з держбудівництва та законодавству Павло Крашенинников і глава комітету Ради Федерації з конституційного законодавства і держбудівництва Андрій Клішас внесли до законопроєкту поправки, які забороняють особам, причетним до діяльності екстремістських і терористичних організацій або таким, що виражали цим організаціям підтримку, обиратися на виборах всіх рівнів. Ця пропозиція була схвалена = Комітетом Держдуми з контролю і регламенту. 25 травня законопроєкт був прийнятий Держдумою в другому читанні.
26 травня Держдума прийняла законопроєкт у третьому, остаточному читанні:
- за його прийняття проголосувало 294 депутата (з них: 290 депутатів фракції «Єдина Росія», 1 депутат фракції КПРФ — Тамара Плетньова, 1 депутат фракції ЛДПР — Дмитро Савельєв, 1 депутат фракції «Справедлива Росія» — Михайло Ємельянов, 1 депутат, який не входить до фракцій — Олексій Журавльов); згідно із заявою депутата Миколи Рижак (фракція «Справедлива Росія»), він також голосував за прийняття законопроєкту[52] ;
- проти проголосувало 38 депутатів (з них: 1 депутат фракції «Єдина Росія» — Микола Гончар, 35 депутатів фракції КПРФ, 1 депутат фракції ЛДПР — Сергій Іванов, 1 депутат фракції «Справедлива Росія» — Галина Хованська);
- утрималося 8 депутатів (з них: 1 депутат фракції КПРФ — Дмитро Кузякин та 7 депутатів фракції «Справедлива Росія»)[53][54].

Депутати фракції КПРФ у Держдумі збираються звернутися до Конституційного суду РФ з проханням перевірити прийнятий законопроєкт на відповідність Конституції Росії.

## Нелегітимність деяких депутатів
Європейський союз не визнає легітимними депутатів Державної Думи від Республіки Крим та міста Севастополя. Аналогічні заяви зробили громадська організація Freedom House, міністерства закордонних справ Литви, Туреччини, Японії та ряду інших держав.
20 вересня 2016 року, Верховна Рада України прийняла постанову, згідно з яким визнала Державну Думу VII скликання повністю нелегітимною як законодавчий орган влади, відмовилася вести будь-які правовідносини з нею і визнавати будь-які її нормативно-правові акти.

Не визнавати легітимність виборів до Державної Думи Федеральних Зборів Російської Федерації сьомого скликання, їх результатів і юридичних наслідків та, відповідно, складу, повноважень, актів та рішень Державної Думи Федеральних Зборів Російської Федерації сьомого скликання.
— Про Заяву Верховної Ради України "Про невизнання Україною легітимності виборів до Державної Думи Федеральних Зборів Російської Федерації сьомого скликання, їх результатів і правових наслідків та, відповідно, складу, повноважень, актів та рішень Державної Думи Федеральних Зборів Російської Федерації сьомого скликання"
У липні-вересні 2018 року депутати Думи VII скликання стали мішенню жорсткої критики населення Росії в зв'язку з обговоренням і прийняттям законопроєкту про підняття пенсійного віку, аж до закликів до розпуску палати. Однак, претензії з даного питання можуть бути адресовані тільки фракції партії влади «Єдина Росія», бо всі опозиційні фракції голосували проти зазначеного законопроєкту.